# CG Андромеды
CG Андромеды (лат. CG Andromedae), HD 224801 — одиночная переменная звезда в созвездии Андромеды на расстоянии приблизительно 614 световых лет (около 188 парсеков) от Солнца. Видимая звёздная величина звезды — от +6,42m до +6,32m.

## Характеристики
CG Андромеды — бело-голубая вращающаяся переменная звезда типа Альфы² Гончих Псов (ACV) спектрального класса B9pSiEu или A0IIspSiSrHg. Эффективная температура — около 11000 K.

## Спектр
CG Андромеды — химически пекулярная звезда с сильным магнитным полем, или Ap-звезда спектрального класса A0IIspSiSrHg. Это означает, что звезда является ярким гигантом, обладающим узкими линиями поглощения и необычно сильными линиями кремния, стронция и ртути. Линии кальция и магния слабее, чем ожидалось. Другие источники сообщают, что линии кремния и европия довольно сильные, поэтому можно отнести звезду к классу B9pSiEu, обладающему немного другой температурой в дополнение к другим спектральным линиям.

## Переменность
Как и другие переменные типа α² Гончих Псов, CG Андромеды проявляет переменность светимости и мощности  спектральных линий с тем же периодом 3,74 дня. Считается, что причиной этого является неравномерное распределение элементов на поверхности звезды, что даёт неравномерность поверхностной яркости.
Более короткий период, немного больший 2 часов, с амплитудой около 0,011 звёздной величины, наблюдается на кривой блеска CG Андромеды; однако, при температуре 11000 K она лежит вне полосы нестабильности диаграммы Герцшпрунга — Рассела, где находятся быстро осциллирующие Ap-звёзды. Магнитогидродинамические волны, распространяющиеся в звезде, могут объяснять наблюдающуюся переменность.